# تپه داربلوط (۲)
تپه داربلوط (۲) مربوط به عصر مفرغ - عصر آهن است و در شهرستان دورود، بخش مرکزی، دهستان ژان، ۸۰۰ متری جنوب روستای دریژان سفلی واقع شده و این اثر در تاریخ ۲۸ شهریور ۱۳۸۶ با شمارهٔ ثبت ۱۹۵۴۰ به‌عنوان یکی از آثار ملی ایران به ثبت رسیده است.